# Marika Moreski
 (mars 2009).
Si vous disposez d'ouvrages ou d'articles de référence ou si vous connaissez des sites web de qualité traitant du thème abordé ici, merci de compléter l'article en donnant les références utiles à sa vérifiabilité et en les liant à la section « Notes et références ».
Marika Moreski est une écrivaine française née en 1943, spécialisée dans la littérature érotique BDSM.

## Biographie
Elle a participé, dans les années 1970-1980, à de nombreuses revues [réf. nécessaire] à Paris et à Bordeaux (Club International, Maîtresse Sapho,...). Au début des années 1980 elle a participé à un débat télévisé à Apostrophe sous son nom de baptême Marie-France Le Fel concernant la domination et le sadisme. Sa fille prétend que l'époux de Marika Moreski était le véritable auteur des romans.

## Œuvres
Aux éditions Dominique Leroy
- Les Hommes à tout faire, Paris, 1974
- La Despote aux seins nus, Paris, 1979
- Nos Maris, ces bêtes à plaisir, nouvelle édition numérique mai 2009
- Ces dames en bottines, nouvelle édition numérique mai 2009
- Une Dominatrice rêvée, La Vierge enluminée, nouvelle édition numérique juillet 2009

Chez d'autres éditeurs
- Madame mon maître, journal d'un masochiste, 1978
- American SM 1
- American SM 2
- L'Esclave des prostituées
- Poupée mâle
- Maîtresses saphiques
- Histoires de dominatrices, vol. 1, 1982
- Histoires de dominatrices, vol. 2
- Esclaves pour films pornos
- L'Homme esclave, 1978
- Hommes à vendre, 1978
- Marché aux esclaves
- Maîtresse noire
- Les bêtes à plaisir, 1970
- L'Amazone
- Ces dames en bottines, 1971
- La Vierge enluminée, 1970
- ainsi que de nombreuses nouvelles inédites